# Liste der Monuments historiques in Bellefond (Côte-d’Or)
Die Liste der Monuments historiques in Bellefond führt die Monuments historiques in der französischen Gemeinde Bellefond auf.

## Liste der Objekte
| Bezeichnung                                       | Beschreibung                                                | Standort                          | Kennzeichnung | Schutzstatus | Datum | Bild |
| ------------------------------------------------- | ----------------------------------------------------------- | --------------------------------- | ------------- | ------------ | ----- | ---- |
| Zwei Altarflügel: Christi Geburt und Auferstehung | Holz, farbig gefasst, 16. Jahrhundert                       | in der Kirche St-Sébastien (Lage) | PM21000287    | Classé       | 1923  |      |
| Kirchenfenster Heiliger Benignus                  | Buntglas, um 1500, Anfang des 20. Jahrhunderts neu montiert | in der Kirche St-Sébastien (Lage) | PM21000288    | Classé       | 1966  |      |
| Skulptur Heiliger Sebastian                       | Stein, farbig gefasst, 16. Jahrhundert                      | in der Kirche St-Sébastien (Lage) | PM21004801    | Inscrit      | 2006  |      |
| Skulptur Heiliger Rochus                          | Stein, um 1660                                              | in der Kirche St-Sébastien (Lage) | PM21004802    | Inscrit      | 2006  |      |
| Zwei Kronleuchter                                 | Glas, Messing, 19. Jahrhundert                              | in der Kirche St-Sébastien (Lage) | PM21004803    | Inscrit      | 2006  |      |
| Kronleuchter                                      | Glas, Metall, 19. Jahrhundert                               | in der Kirche St-Sébastien (Lage) | PM21004804    | Inscrit      | 2006  |      |
| Kirchenfenster Heiliger Wilhelm von Aquitanien    | Buntglas, um 1500, Anfang des 20. Jahrhunderts neu montiert | in der Kirche St-Sébastien (Lage) | PM21004805    | Inscrit      | 2006  |      |
| Kasel                                             | Seide, bestickt, Ende des 17. Jahrhunderts                  | in der Kirche St-Sébastien (Lage) | PM21004806    | Inscrit      | 2006  |      |